# Другий дакійський похід Траяна
Другий дакійський похід Траяна — другий похід імператора Траяна на даків, який проходив в 105—106 роках. Війна почалася через те, що цар Дакії Децебал порушив умови мирного договору, укладеного в перший похід Траяна.

## Напередодні війни
Після поневолення Дакії в ході Першого дакійського походу, Децебал деякий час дотримувався мирного договору з римлянами, але незабаром він почав знову турбувати кордони Римської імперії, переправляючись через Дунай і грабуючи прикордонні поселення. Траяну довелося розпочати новий похід, який покінчив з незалежністю Дакії.

## Перебіг
На початку війни римляни побудовали ще один міст через Дунай, щоб швидше переправити легіони в Дакію. На відміну від першого конфлікту, у другій війні були мобілізовані менші сили — 9 легіонів, 10 кінних ал, 35 допоміжних когорт (усього — понад 100 тис. осіб) і дві дунайські флотилії. Напад на столицю Сармизегетуза відбувся на початку літа 106 року за участю II Допоміжного легіону і IV Щасливого Флавієвого легіону і вексиляції від VI Залізного легіону. Даки відбили першу атаку, але римляни зруйнували водогін, щоб швидше взяти місто. Траян зажадав видачі Децебала і здачі всієї його армії в полон, але Децебал став готуватися до рішучого бою. Траян осадив столицю, що перетворилася у фортецю. У липні Траян взяв її, але даки підпалили місто, а частина знаті, щоб уникнути полону, здійснили самогубство. Залишки військ разом з Децебалом втекли у гори, проте у вересні їх наздогнав римський кінний загон на чолі з Тіберієм Клавдієм. Децебал наклав на себе руки, і Тиберій, відрубавши йому голову і праву руку, відіслав їх Траяну, який передав їх в Рим. Проте, війна продовжувалась. Завдяки зраді радника царя даків, Бісіліса, римляни знайшли скарб Децебала в річці Саргессія — 165 500 кг золота і 331 000 кг срібла. Багатьох даків продали в рабство: за даними пізноантичного автора Іоанна Ліда, який посилався на військового медика Траяна Тита Статилія Критона, було взято близько 500 тис. військовополонених.
До кінця літа 106 року війська Траяна придушили останні осередки опору і Дакія стала римською провінцією. Недалеко від Сармизегетуза заклали нову столицю Дакії — Ульпія Траяна (лат. Colonia Ulpia Traiana Augusta Dacica). На завойовані землі ринули переселенці з імперії, переважно з балканських і східних околиць. Разом з ними на нових землях запанували нові релігійні культи, звичаї і мова. Переселенців приваблювали природні багатства прекрасного краю і насамперед золото, виявлене в горах, а також родючі землі.

## Наслідки
В 113 році, Траян побудував Колону Траяна у Колізеї в Римі на честь його перемоги над даками. Римляни завоювали велику частину Дакії. В 272 році римляни втратили провінцію Дакію під час вторгнення готських племен.